# مارك بلوين
مارك بلوين هو دراج كندي، ولد في 13 مايو 1953 في مدينة كيبك في كندا.

## وصلات خارجية
- مارك بلوين على موقع أرشيف الدراجات (الإنجليزية)
- مارك بلوين على موقع أوليمبيديا (الإنجليزية)